# Igreja Presbiteriana Unida da América do Norte
A Igreja Presbiteriana Unida da América do Norte - IPUAN (em inglês United Presbyterian Church of América do Norte - UPCNA) foi uma denominação Presbiteriana norte-americana que existiu quase exatamente cem anos. Foi criado em 26 de maio de 1858 pela união do Sínodo do Norte da Igreja Presbiteriana Reformada Associada (Covenanter e Suceders) com a Igreja Presbiteriana Associada (Discidente) em uma convenção no Old City Hall, em Pittsburgh. 
Em 28 de maio de 1958, fundiu-se com a Igreja Presbiteriana nos Estados Unidos da América (em inglês Presbyterian Church in the United States of America - PCUSA) em uma conferência em Pittsburgh para formar a Igreja Presbiteriana Unida nos Estados Unidos da América (em inglês United Presbyterian Church in the United States of America - UPCUSA). 
Começou como uma das principais denominação étnicas escocesas, mas depois de alguns anos ela cresceu e paulatinamente tornou-se mais e mais etnicamente diversa, embora universalmente falando Inglês, e foi geograficamente centrada na Pensilvânia ocidental e Ohio oriental, áreas de assentamento escocês e irlandês pesado na fronteira americana. Dentro desse território, uma grande parte de seus adeptos viviam em áreas rurais, que amplificados visão de mundo já muito tradicionalista da denominação. 

## Suceders
Os fundadores da Igreja Presbiteriana Associada da América do Norte, apelidado de "dissidentes", eram imigrantes diretos da Escócia, e refletiam as inúmeras brigas e divisões que ocorreram no presbiterianismo escocês. Mesmo depois que os dissidentes escoceses tinham feito as pazes com os outros elementos da pátria, dissidentes americanos mantiveram a sua identidade separada até 1858, quando a maioria deles se uniram com grande parte da Igreja Presbiteriana Reformada Associada para formar a Igreja Presbiteriana Unida da América do Norte.

## Igreja Reformada Associada
Fisk (1968) traça a história da Igreja Reformada Associada no noroeste velho de sua formação por uma união de Associados e presbiterianos reformados em 1782 com a fusão deste organismo com outros grupos para formar a Igreja Presbiteriana Unida em 1858. Tornou-se o Sínodo do Ocidente Reformado Associado e permaneceu concentrado no Centro-Oeste. Ele retirou-se da Igreja Presbiteriana Reformada Associada, em 1820, por causa do desvio das igrejas orientais em direção a assimilação na maior Igreja Presbiteriana. 
O Sínodo do Ocidente Reformado Associado manteve as características de uma igreja de imigrantes com raízes escocesas-irlandesas, enfatizando os padrões de Westminster, usado apenas os salmos no culto público, foi sabatistas, fortemente abolicionista e anticatólica. Na década de 1850 ele exibiu muitas evidências de assimilação. Ele mostrou maior interesse ecumênico, um maior interesse na evangelização do Ocidente e das cidades, e um declínio no interesse mantendo as características únicas de seu passado de imigrante.

## Crenças e Práticas
Sua orientação teológica era conservadora calvinista e também realizou os distintivos dos Covenanters e dissidentes, tais como pactuando público, a adesão ao Solene Liga e Aliança, e o uso exclusivo do Salmos nos cantos (Salmodia Exclusiva). Estas práticas são muito semelhantes a um corpo irmã que ainda existe, a Igreja Presbiteriana Reformada da América do Norte.) A igreja moderou algumas de suas posições no século XX, como quando lançou sua declaração confessional e Testemunho(1925), abandonando a compulsão de práticas como a salmodia exclusiva.

## Incorporação
A IPUAN já havia procurado fusões com várias outras igrejas reformadas, mas veio a se fundir com a Igreja Presbiteriana nos Estados Unidos da América muito maior, em 1958, o ano do seu centenário, para formar a Igreja Presbiteriana Unida nos Estados Unidos da América. A maioria das congregações e o patrimônio da antiga IPUAN estão agora na Igreja Presbiteriana (EUA) (que sucedeu a IPUEUA em 1983). Todavia, as congregações de orientação conservadora e mais evangélica saíram do denominação maior na década de 1970, para de unirem a denominações como a Igreja Presbiteriana na América (fundada 1973) e da Igreja Presbiteriana Evangélica (EUA) (1981).

## Missões

### Egito
Missionários americanos foram pela primeira vez ao Egito em 1854; Missões protestantes britânicos já existiam, mas os missionários reformados Associados tiveram 600 convertidos em uma rede de estações de 1875, e 4.600 membros em 1895, buscando converter coptas, com alcance ocasional para os muçulmanos também. funcionários do governo local eram hostis, mas em 1917, o " Missionário Americano "foi o maior grupo protestante no Egito, e tinha passado mais de £ E800,000 em seus esforços missionários. A missão americana foi a maior operação protestante no Egito. Ela treinou clérigos locais, construiu escolas em 1894 atingiu o status de um sínodo com quatro presbitérios. 
Em 1926 tornou-se a "Igreja Evangélica no Egito", e enquanto ainda parte da Igreja Presbiteriana Unida possuía autogoverno, e operou o seu próprio seminário. No entanto, com a "Campanha Anti-Missionária" da década de 1930, os norte-americanos foram forçados a repensar a sua estratégia. Havia tensões entre ministros egípcios e missionários americanos, em particular sobre a ideia de converter os muçulmanos e a adoção de "modernos" atitudes ocidentais. 
A igreja independente pós-colonial cresceu fora do ambiente político e social do Egito. O sínodo tornou-se a Igreja Evangélica Copta, e foi inteiramente controlada pelos egípcios em 1957.
Separadamente a Missão americana também criou a Universidade Americana no Cairo , em 1919, que rapidamente se tornou um centro de americanização e modernização no mundo árabe. No entanto, devido a controvérsias religiosas e os juros em declínio no evangelicalismo pelo fundador da universidade Charles A. Watson, a relação deteriorou-se lentamente e agora a universidade não é mais ligado a Igreja Presbiteriana Unida da América do Norte.

## Paquistão
Desde o início, o objetivo da Missão de Sialkot da IPUAN foi o encorajamento e carinho da liderança para a igreja Punjabi no que hoje é o Paquistão. Entre os líderes existiam de analfabetos anciãos da aldeia para pastores das congregações importantes da cidade, bem como um bispo na Igreja do Paquistão. Eles incluíram artesãos cristãos e artesãos, mestres e professores, médicos e enfermeiros - todos eles se entregaram para a construção de uma forte Igreja Cristã no Punjab. 
Depois que as escolas missionárias foram nacionalizadas pelo governo paquistanês muçulmano, o problema da formação de liderança futura enfrenta um futuro perigoso e difícil.

## Ler também
- William L. Fisk, "A Igreja Reformada Associado no Velho Noroeste: um capítulo da aculturação do Imigrante," Journal of Presbyterian História, 1968 46 (3): 157-174
- Hart, DG e Noll, MA Dicionário da tradição Presbiteriana Reformada e na América. Downers Grove, IL: InterVarsity, 1999.